# Briefroman

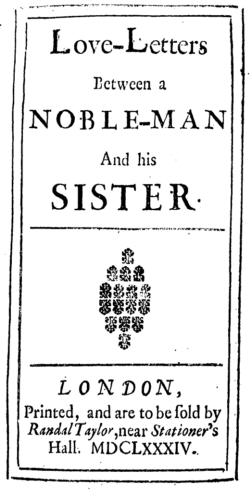
Aphra Behn, Love-Letters Between a Nobleman and his Sister, Titelblatt der ersten Ausgabe von 1684.

Ein Briefroman ist eine Sammlung fiktiver Briefe, die sich in ihrer Präsentation – unter Umständen zusammengehalten von einer Herausgeberstimme – zur Romanhandlung verdichten. Möglich sind Briefwechsel zwischen verschiedenen Personen wie die briefliche Hinterlassenschaft eines einzelnen Helden. Wegen seiner Unmittelbarkeitsfiktion ist der Tagebuchroman mit dem Briefroman vergleichbar.

## Geschichte
Der Anfang des Genres lässt sich nur schwer bestimmen. Ausgaben von Briefen Gelehrter kamen mit dem Humanismus auf, fingierte Briefwechsel ergänzten das Repertoire in satirisch und politisch ausgerichteten Sammlungen. Der Briefwechsel zwischen Abelard und Heloise eingebunden in Jean de Meungs Roman de la Rose (1280) gibt der amourösen Variante eine noch viel längere Geschichte. Berühmt waren im 17. Jahrhundert auf diesem Feld die Lettres Portugaises mit Imitationen und Erweiterungen und Antworten. Grenzgänge zwischen dem Fiktionalen und der Realität kosteten die Briefsammlungen der Madame d’Aulnoy aus.
Als den ersten großangelegten mit aller Romankunst spielenden Briefroman wird man Aphra Behns Love-Letters between a Noble-Man and his Sister (1684/85/87) ansehen können – den Roman einer verzweifelten Liebe zwischen der Heldin und dem Mann ihrer Schwester. Die anfängliche Mischung aus Briefen voller Hoffnungslosigkeit, Sehnsucht und Verzweiflung macht Intrigenhandlungen Platz; Briefe werden lanciert und vorenthalten, planvoll abgefasst, um zu manipulieren; eine erhebliche Spannungsbreite der Emotionen wird ausgekostet, bevor die Helden ruiniert enden.

## Eigenschaften
Mit Aphra Behns Roman standen die Vorzüge der Gattung fest:
- Realität wird mit ihr effektvoll behauptet – die Herausgeberin präsentiert Briefe, die tatsächlich zwischen den Beteiligten hin und her gegangen sein sollen,
- der Stil findet im Briefroman neue Freiheiten: hier erzählt nicht ein Romanautor, von dem man Erzählkunst verlangen kann, hier schreiben Menschen, die nicht ahnten, dass ihre Briefe eines Tages öffentlich gelesen würden – verzweifelt, intrigant, verliebt, zum Teil im Bruch mit allen Konventionen schriftstellerischer Kunst,
- Perspektive und Wissen werden im Briefroman komplex handhabbar: hier schreibt nicht ein Autor, der das Geschehen bereits kennt, hier schreiben Akteure, die nicht wissen, was die anderen Akteure tun, isoliert voneinander subjektiv, vermeintlich intim und ohne allen Überblick über das Geschehen – eine Herausgeberstimme kann den Überblick jederzeit hinzuliefern.

## Der Briefroman im 18. Jahrhundert
Die auf eine Reform der Moral drängenden Romane Samuel Richardsons reaktivierten Mitte des 18. Jahrhunderts das Genre. Der Roman der schutzlos durch ihren Arbeitgeber Angriffen auf ihre Tugend ausgelieferten Pamela fand in der Briefsammlung sein geeignetes Medium: Der Leser verfolgte den Gang der Dinge gemeinsam mit den Adressaten der Briefe, die, ohne eingreifen zu können, von Brief zu Brief befürchten mussten, dass die Heldin dem verwerflichen Mann mittlerweile unterlag.
Die Romane der zweiten Hälfte des 18. Jahrhunderts öffneten sich dem Genre in dem Maße, in dem es die intime Selbstdarstellung erlaubte, den Einblick in das im Vertraulichen schreibende psychologische Tiefe gewinnende Ich. Die Handlung ließ sich mit dem Briefroman nach innen verlagern. Goethes Die Leiden des jungen Werthers (1774) nutzte konsequent das Genre. Erster deutschsprachiger Briefroman war Sophie von La Roches Geschichte des Fräuleins von Sternheim, der 1771 erschien.
Die bekanntesten französischen Briefromane des 18. Jahrhunderts sind Montesquieus Lettres persanes (1721, dt. Persische Briefe), Jean-Jacques Rousseaus Julie oder Die neue Heloise (1761) und Choderlos de Laclos’ Les liaisons dangereuses (1782, dt. Gefährliche Liebschaften). Im 19. Jahrhundert übernahmen subjektive und intime fingierte Autobiographien Terrain des letztlich vor allem von der Interaktion der Akteure lebenden Briefromans.

## Zeitgenössische Sonderform
Eine Sonderform des Briefromans ist der E-Mail-Roman. Wie im Briefroman erfährt der Leser aus dem Briefwechsel (E-Mail) der handelnden Personen die zu erzählende Geschichte. Durch die Geschwindigkeit und die geringen Formzwänge der elektronischen Post vermag der Autor temporeicher und direkter zu vermitteln. Ein Beispiel im deutschen Sprachraum ist Sehnsucht Internet von Gabriele Farke. 2006 erschien Daniel Glattauers Roman Gut gegen Nordwind, der die strikte Briefromanform auf die E-Mail-Form überträgt. Er kommt, wie seine Fortsetzung Alle sieben Wellen (2009), ohne Erläuterungen aus: Mail folgt auf Mail.
Eine weitere Sonderform entwickelte Cecelia Ahern in ihrem Roman Für immer vielleicht, in der die Protagonisten sich von Kindesbeinen an kennen und gemeinsam aufwachsen, später aber auseinanderleben, um schließlich wieder zusammenzufinden. Der Roman selbst besteht nur aus zahllosen in der Schule ausgetauschten Zettelchen, Briefen, SMS und Mails, aus denen der Leser die Geschichte selbst entwickeln muss. Erst die letzte Seite des Buches bricht mit dieser Systematik und wechselt zur klassischen Prosa.
In Videospielen, insbesondere in Adventure- und Rollenspielen, werden Teile der Geschichte und Hintergrundinformationen oft durch auffindbare Briefe oder E-Mails vermittelt.

## Beispiele
- Samuel Richardson: Pamela (1740) und Clarissa (1748)
- John Cleland: Fanny Hill (1749)
- Jean-Jacques Rousseau: Julie oder Die neue Heloise (1761)
- Sophie von La Roche: Geschichte des Fräuleins von Sternheim (1771)
- Johann Wolfgang von Goethe: Die Leiden des jungen Werthers (1774)
- Choderlos de Laclos: Gefährliche Liebschaften (1782)
- Ludwig Tieck: William Lovell (1795/96)
- Friedrich Hölderlin: Hyperion (1797/99)
- Achim von Arnim: Hollin’s Liebeleben (1802)
- Ugo Foscolo: Ultime lettere di Jacopo Ortis (1802/16)
- Mary Shelley: Frankenstein (1818)
- August Tholuck: Guido und Julius: Die Lehre von der Sünde und vom Versöhner, oder: Die wahre Weihe des Zweiflers (1823)
- Bram Stoker: Dracula (1897)
- Elisabeth von Heyking: Briefe, die ihn nicht erreichten (1903)
- Hugo von Hofmannsthal: Die Briefe des Zurückgekehrten (1907)
- Ricarda Huch: Der letzte Sommer (1910)
- Jean Webster: Daddy Langbein (1912)
- Else Lasker-Schüler: Mein Herz (1912), Der Malik (1919)
- Johannes Gillhoff: Jürnjakob Swehn der Amerikafahrer (1917)
- Lea Goldberg: Briefe von einer imaginären Reise (1937)
- Kressmann Taylor: Adressat unbekannt (1938)
- Julius Overhoff: Eine Familie aus Megara (1946)
- Yasushi Inoue: Das Jagdgewehr (1949)
- Camilo José Cela: Mrs. Caldwell spricht mit ihrem Sohn (1953)
- Wolfgang Bauer: Der Fieberkopf (1967)
- Natalia Ginzburg: Caro Michele (1973)
- Heinrich Böll: Das Vermächtnis (1982)
- Alice Walker: Die Farbe Lila (1982)
- Herbert Rosendorfer: Briefe in die chinesische Vergangenheit (1983)
- Paul Auster: Im Land der letzten Dinge (1987/1989)
- Maria Nurowska: Briefe der Liebe (1991)
- Jostein Gaarder, Klaus Hagerup: Bibbi Bokkens magische Bibliothek (1993)
- Feridun Zaimoglu: Liebesmale, scharlachrot (2000)
- Cecelia Ahern: Für immer vielleicht (2004)
- Daniel Glattauer: Gut gegen Nordwind (2006)